# Runeninschrift von Bergakker

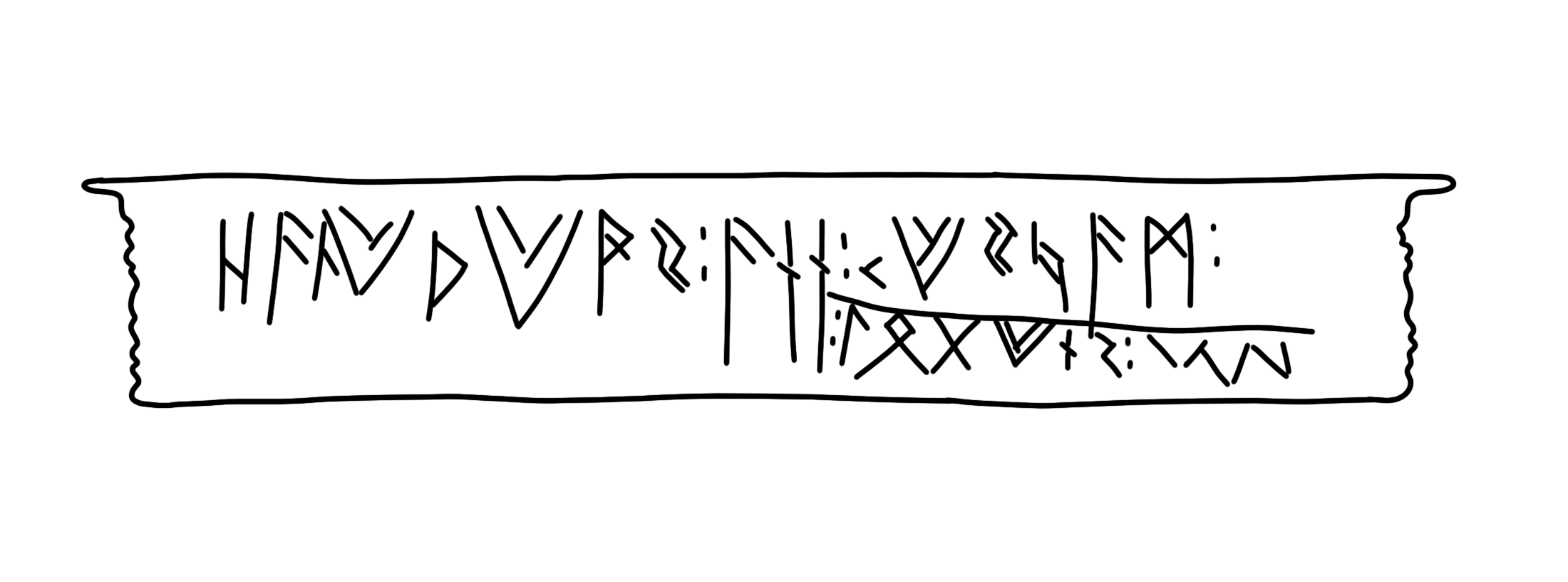
Runeninschrift von Bergakker

Bei der Runeninschrift von Bergakker handelt sich um eine Runeninschrift auf dem silbervergoldeten Mundblech einer Schwertscheide des 4./5. Jahrhunderts, die 1996 beim niederländischen Wohnplatz Bergakker bei Tiel in der Provinz Gelderland gefunden wurde. Die Inschrift im älteren Futhark (Runenreihe) zeigt einzigartige Sonderzeichen („doppeltes V“), wodurch eine schlüssige Deutung bisher nicht erfolgte und sie daher Objekt einer andauernden wissenschaftlichen Diskussion in der Runologie und Linguistik ist.

## Auffindung und Beschreibung
Im Frühjahr 1996 hat ein Amateurarchäologe auf dem erhöhten Areal (Donk) zwischen Bergakker und Kapel-Avezaath und Biegung der Linge am nördlichen Ufer der Waal, westlich von Tiel in der Betuwe, bei Sondengängen mit einem Metalldetektor das Mundblech gefunden.
Das spätantike Stück aus vermutlich römischer Produktion steht im Kontext der Besiedlungsgeschichte der Region, die durch die Zeiten der römischen Provinzen der Germania inferior und Germania secunda stark romanisiert war (Insula batavorum). Die Besiedelung wurde im völkerwanderungszeitlichen 4./5. Jahrhundert vor Ort fortgesetzt. In der Zeit des 2. und 3. Jahrhunderts wurde auf dem „Bergakker“ ein Kultplatz betrieben, primär für die einheimische Göttin DEAE HVRSTRGAE, wie er durch den Fund des Votivsteins 1950 belegt ist. Die fachlich-archäologischen Untersuchungen ergaben weitere Funde, vor allem aus Metall (hauptsächlich aus Bronze), wie Münzen, zahlreiche Fibeln, das Fragment einer Bronzestatue, ein Eisengewicht, ein medizinisches Instrument, Schmuckobjekte, ein silbernes Votivplättchen und Schmelzreste. Durch die Fibeln lassen sich die Funde im Gros in die Zeit vom 1. bis zum 5. Jahrhundert datieren. Das unbenutzte Mundblech als Ausrüstungsteil mit seinem materiellen hohen Wert wird durch einige Forscher im Kontext einer bedingten Kultplatzkontinuität in der Völkerwanderungszeit als Opferung eines fränkischen höheren Militärangehörigen gesehen. Wobei für die (späten) Funde gleichfalls eine profane Nutzung nicht ausgeschlossen wird, wie durch einige Forscher bezogen auf die Schmelzreste der Beifundsituation der Fundort als „Restedepot“ für das Umschmelzen erwogen wird und im Mundblech ein Beutestück, das für das Einschmelzen vorgesehen war.
Das Mundblech ist 8,3 cm lang und 1,4 cm hoch und ist zum Teil aus vergoldetem Silber gefertigt, die Rückseite ist unvergoldet und glatt. Die Runeninschrift ist auf der Rückseite angebracht. Der obere Rand ist umlaufend rechtwinklig nach außen gebogen, wobei die Kante an der „Schauseite“ etwas breiter gestaltet ist.  Die vergoldete Vorderseite und die Schmalseiten mit Halbkreisen, Punkten, Graten und Riefen flächig ornamental verziert. Diese bilden an der Front ein breites, u-förmiges Muster, während die Seitenteile einfacher, mit parallelen, plastischen Wülsten gestaltet sind. Das Stück zeigt bis auf zwei Kerben am unteren Rand keine Gebrauchsspuren. Die Datierung wird für das endende 4. und anfängliche 5. Jahrhundert vorgenommen. Die archäologische und runologische Erstpublikation erfolgte im Fundjahr (Bosman/Looijenga). Das Mundblech befindet sich im Besitz/Sammlung des Museum Het Valkhof in Nijmegen.

## Inschrift und Bedeutung
Sprachwissenschaftler nehmen an, dass der Fund aus den Jahren 425 bis 450 und von den Franken stammt. Aus dieser Zeit ist in den Niederlanden nur wenig überliefert. Einerseits bestätigt die Inschrift die Anwesenheit der Franken im Gebiet der heutigen Betuwe – damals Insula Batavorum –,  was römische Quellen ebenfalls belegen, andererseits zeigt sie, dass die Franken auch Runen gebrauchten. Von ihren friesischen Nachbarn ist das schon länger bekannt.
Die Runen gehören, außer einer, alle zum alten Futhark.
| Übersetzer      | Latinisierung der Inschrift                                               | Idiomatische Übersetzung                                                                                  | Satzteile                          | Satzteile      | Satzteile                      | Satzteile                    | Satzteile               |
| Übersetzer      | Latinisierung der Inschrift                                               | Idiomatische Übersetzung                                                                                  | A1                                 | A2             | B                              | C                            | D                       |
| --------------- | ------------------------------------------------------------------------- | --- | ---------------------------------- | -------------- | ------------------------------ | ---------------------------- | ----------------------- |
| Mees, 2002      | Haþuþȳwas. Ann kusjam logūns.                                             | „Haþuþȳws. Ich gewähre den Auserwählten ein Schwert.“ “Haþuþȳws. Er gewährt den Auserwählten ein Schwert” | Haþuþȳwas. Haþuþȳws. 1b            |                | Ann (ich/er) gewähre/gewährt 2 | kusjam (den) Auserwählten 3  | logūns. (eine) Flamme 4 |
| Looijenga, 1999 | haleþew͡as:ann:kesjam:logens:                                              | „Besitz von Haleþewas, er gewährt den Schwertkämpfern Schwerter.“                                         | haleþew͡as (Besitz) von Haleþewas 1 |                | ann (er) gewährt               | kesjam (den) Schwertkämpfern | logens Schwerter        |
| Vennemann, 1999 | ha.uþu.s : ann : kusjam : loguns : ha[.u]þurs : ann : kusjam : / : loguns | „(ich bin) Hathurs (Eigentum) (ich) gewähre Schwertklingen Unterkunft“                                    | ha.uþu.s / ha[.u]þurs Hathurs 1, 5 |                | ann (ich) gewähre              | kusjam Unterkunft            | loguns Schwertklingen   |
| Seebold, 1999   | haauþuwas : ann : kusjam :: loguns :                                      | „ich gewähre des Kampfes den Wählern des Schwertes“                                                       | haauþuwas (des) Kampfes            |                | ann (ich/er) gewähre/gewährt   | kusjam (den) Wählern 6       | loguns (des) Schwertes  |
| Odenstedt, 1999 | haleþew͡as : ann : kesjam :/: logens : xx                                  | „Ich [= das Schwert] mag gesunde Diener [Soldaten]. Ich platziere [verursache] Wunden.“                   | hale gesunde, gute 7               | þew͡as Diener 7 | ann (ich) mag                  | kesjam 9 (ein) Schnitt       | logens 9 platzieren     |

Anmerkungen
Mees erwähnt in seiner Analyse, dass die Wörter einige Merkmale zeigen, die mit dem späteren Altniederländischen übereinstimmen. Zum Beispiel könnte das „s“ von logūns und haþuþȳwas auf eine sehr frühe Auslautverhärtung deuten. Sollte sich die Interpretation als richtig herausstellen, könnte der Satz als ältestes Zeugnis der niederländischen Sprache, von der ansonsten bis zum Jahre 1100 recht wenig überliefert ist, gesehen werden.